# Shed Simove
Sheridan Howard Simove (8. svibnja 1971.), znan kao i Shed Simove, engleski je autor, zabavljač i poduzetnik. Najpoznatiji je po svojoj knjizi O čemu razmišlja muškarac kad ne razmišlja o seksu, praznoj knjizi koja je prodana u više od 80.000 primjeraka u više zemalja. Kreirao je i više desetina zabavnih proizvoda, poklon-artikle.

## Školovanje
Rođen u Walesu, pohađao je Srednju školu u Cardiffu (Cardiff High School), a diplomirao je u Oxfordu, na Balliol koledžu, studij Eksperimentalne psihologije.

## Karijera
Nakon studija radio je u Disney Worldu, na Floridi dvije godine. Godine 1994. vratio se u Veliku Britaniju i zaposlio se u TV produkcijskoj kući. Sudjelovao je u produkciji više projekata reality showova. Od 2009. g. je krenuo poduzetničke vode promovirajući se u autora knjiga i kreatora zabavnih proizvoda.
Godine 2011. izdao je knjigu O čemu razmišlja muškarac kad ne razmišlja o seksu (eng. What every man thinks about apart from sex), a iste je godine izdana i u Hrvatskoj.
Radi se o knjizi s 200 praznih stranica, koja kao i ostali njegovi proizvodi nasmijavaju ljude.
Mnogi ostali njegovi proizvodi sadrže lascivna komična obilježja i dvostruka značenja riječi.

## Zanimljivosti
Kod javnog je bilježnika 2007. g. promijenio ime u 'Bog', ali je trajno ostvarenje te njegove želje, odbila banka.
2008. je izdao svoj vlastiti novac, nazvan Ego, u obliku novčanice od 1 ega, te u obliku kovanice od dva centa.

## Knjige
- Simove, Shed (2006.): Presents Money Can't Buy
- Simove, Shed (2009.): Ideas Man
- Simove, prof. Sheridan (2011.): What every man thinks about apart from sex

## Vanjske poveznice
- Službena stranica